# Russell Nunatak
Russell Nunatak är en nunatak i Antarktis. Den ligger i Östantarktis. Australien gör anspråk på området. Toppen på Russell Nunatak är 648 meter över havet.
Terrängen runt Russell Nunatak är lite kuperad, och sluttar norrut. Trakten är obefolkad. Det finns inga samhällen i närheten. 